# Chicago/The Blues/Today!
Chicago/The Blues/Today! est une série de trois albums de blues réalisée par Samuel Charters pour le label Vanguard Records en 1966, dans le but de faire découvrir au grand public un échantillon de la scène blues de Chicago. Il permet de donner un nouvel élan au blues électrique de Chicago. 
Les 3 volumes de cette anthologie contiennent des chansons interprétées par Otis Rush, Otis Spann, James Cotton, Homesick James, Junior Wells, Big Walter Horton et Johnny "Man" Young.
Elle permet notamment de révéler des musiciens comme Johnny Shines et J.B. Hutto. À l'exception peut-être d' Otis Spann, le pianiste de Muddy Waters, la plupart de ces artistes sont alors inconnus en dehors de Chicago.
L'enregistrement a lieu à Chicago en décembre 1965. Les albums sont édités par Vanguard en avril 1966 en disques 33 tours, en version mono et stéréo (VRS-92116 / VSD-79216, VRS-9217 / VSD-79217, VRS-9218 / VSD-79218).
Chacun de ces disques est réédité en CD en 1989. En 1999, l'ensemble est publié dans un coffret de 3 CD, accompagné d'un livret de 47 pages.
En 1991, l'album est intronisé au Blues Hall of Fame de la Blues Foundation dans la catégorie « Enregistrements classiques du Blues ».

## Volume 1

### Interprètes
- The Junior Wells Chicago Blues Band
  - Junior Wells : harmonica, chant
  - Buddy Guy : guitare
  - Jack Myers : basse
  - Fred Below : batterie
- J. B. Hutto and his Hawks
  - J. B. Hutto : guitare, chant
  - Herman Hassell : basse
  - Frank Kirkland : batterie
- Otis Spann´s Southside Piano
  - Otis Spann : piano, chant
  - S. P. Leary : batterie

### Liste des chansons
| No  | Titre                                       | Auteur                                            | Interprète                      | Durée |
| --- | ------------------------------------------- | ------------------------------------------------- | ------------------------------- | ----- |
| 1.  | Help Me (A Tribute To Sonny Boy Williamson) | Sonny Boy Williamson II, Willie Dixon, Ralph Bass | Junior Wells Chicago Blues Band | 4:05  |
| 2.  | It Hurts Me Too (When Things Go Wrong)      | Elmore James                                      | Junior Wells Chicago Blues Band | 2:44  |
| 3.  | Messin' with the Kid                        | Mel London                                        | Junior Wells Chicago Blues Band | 2:21  |
| 4.  | Vietcong Blues                              | Junior Wells                                      | Junior Wells Chicago Blues Band | 3:44  |
| 5.  | All Night Long (Rock Me Baby)               | Junior Wells (ou B. B. King ?)                    | Junior Wells Chicago Blues Band | 3:44  |
| 6.  | Going Ahead                                 | J. B. Hutto                                       | J. B. Hutto and his Hawks       | 2:03  |
| 7.  | Please Help                                 | J. B. Hutto                                       | J. B. Hutto and his Hawks       | 2:53  |
| 8.  | Too Much Alcohol                            | J. B. Hutto (ou Sonny Boy Williamson I ?)         | J. B. Hutto and his Hawks       | 2:29  |
| 9.  | Married Woman Blues                         | J. B. Hutto                                       | J. B. Hutto and his Hawks       | 3:06  |
| 10. | That's the Truth                            | J. B. Hutto                                       | J. B. Hutto and his Hawks       | 2:47  |
| 11. | Marie                                       | Otis Spann                                        | Otis Spann´s Southside Piano    | 2:27  |
| 12. | Burning Fire                                | Otis Spann                                        | Otis Spann´s Southside Piano    | 3:14  |
| 13. | S.P. Blues                                  | Otis Spann                                        | Otis Spann´s Southside Piano    | 2:51  |
| 14. | Sometimes I Wonder                          | Otis Spann                                        | Otis Spann´s Southside Piano    | 3:27  |
| 15. | Spann's Stomp                               | Otis Spann                                        | Otis Spann´s Southside Piano    | 2:19  |

## Volume 2

### Interprètes
- The Jimmy Cotton Blues Quartet
  - Jimmy Cotton (James Cotton) : harmonica, chant
  - James Madison : guitare
  - Otis Spann : piano
  - S. P. Leary : batterie
- The Otis Rush Blues Band
  - Otis Rush : guitare, chant
  - Robert « Sax » Crowder : sax alto
  - Luther Tucker : guitare rythmique
  - Roger Jones : basse
  - Willie Lion : batterie
- Homesick James and his Dusters
  - Homesick James Williamson : guitare, chant
  - Willie Dixon : basse
  - Frank Kirkland : batterie

### Liste des chansons
| No  | Titre                                  | Auteur                             | Interprète                     | Durée |
| --- | -------------------------------------- | ---------------------------------- | ------------------------------ | ----- |
| 1.  | Cotton Crop Blues                      |                                    | Jimmy Cotton Blues Quartet     | 2:18  |
| 2.  | The Blues Keep Falling                 |                                    | Jimmy Cotton Blues Quartet     | 4:01  |
| 3.  | Love Me or Leave                       | Percy Mayfield                     | Jimmy Cotton Blues Quartet     | 3:25  |
| 4.  | Rocket 88                              | Jackie Brenston                    | Jimmy Cotton Blues Quartet     | 2:02  |
| 5.  | West Helena Blues                      | James Cotton                       | Jimmy Cotton Blues Quartet     | 3:27  |
| 6.  | Everything's Going to Turn Out Alright | Rose Marie McCoy / Sylvia McKinney | Otis Rush Blues Band           | 3:52  |
| 7.  | It's a Mean Old World                  | T-Bone Walker / Marl Young         | Otis Rush Blues Band           | 2:21  |
| 8.  | I Can't Quit You Baby                  | Willie Dixon                       | Otis Rush Blues Band           | 3:14  |
| 9.  | Rock                                   | Otis Rush                          | Otis Rush Blues Band           | 3:32  |
| 10. | It's My Own Fault Rush                 | Otis Rush                          | Otis Rush Blues Band           | 5:55  |
| 11. | Dust My Broom                          | Robert Johnson / Elmore James      | Homesick James and his Dusters | 3:15  |
| 12. | Somebody Been Talkin                   | James Williamson                   | Homesick James and his Dusters | 2:14  |
| 13. | Set a Date                             | Memphis Minnie                     | Homesick James and his Dusters | 2:43  |
| 14. | So Mean to Me                          | James Williamson                   | Homesick James and his Dusters | 2:48  |

## Volume 3

### Interprètes
- Johnny Young´s South Side Blues Band
  - Johnny Young : guitare, mandoline, chant
  - Walter Horton : harmonica
  - Hayes Ware : basse
  - Elga Edmonds : batterie
- The Johnny Shines Blues Band
  - Johnny Shines : guitare, chant
  - Walter Horton : harmonica
  - Floyd Jones : basse
  - Frank Kirkland : batterie
- Big Walter Horton´s Blues Harp Band with Memphis Charlie
  - Walter Horton : harmonica
  - Memphis Charlie Musselwhite : harmonica
  - Johnny Shines : guitare
  - Floyd Jones : basse
  - Frank Kirkland : batterie

### Liste des chansons
| No  | Titre                            | Auteur              | Interprète                           | Durée |
| --- | -------------------------------- | ------------------- | ------------------------------------ | ----- |
| 1.  | One More Time                    |                     | Johnny Young´s South Side Blues Band | 2:26  |
| 2.  | Kid Man Blues                    |                     | Johnny Young´s South Side Blues Band | 2:59  |
| 3.  | My Black Mare                    |                     | Johnny Young´s South Side Blues Band | 3:40  |
| 4.  | Stealin' Back                    | Johnny Young        | Johnny Young´s South Side Blues Band | 3:17  |
| 5.  | I Got Mine in Time               | Johnny Young        | Johnny Young´s South Side Blues Band | 4:18  |
| 6.  | Tighten Up on It                 | Johnny Young        | Johnny Young´s South Side Blues Band | 3:06  |
| 7.  | Dynaflow Blues                   | Johnny Shines       | Johnny Shines Blues Band             | 2:34  |
| 8.  | Black Spider Blues               | Robert Lockwood Jr. | Johnny Shines Blues Band             | 3:02  |
| 9.  | Layin' Down My Shoes and Clothes | Johnny Shines       | Johnny Shines Blues Band             | 2:27  |
| 10. | If I Get Lucky                   | Johnny Shines       | Johnny Shines Blues Band             | 3:23  |
| 11. | Rockin' My Boogie                |                     | Big Walter Horton´s Blues Harp Band  | 3:26  |
| 12. | Mr. Boweevil                     | Johnny Shines       | Johnny Shines Blues Band             | 3:10  |
| 13. | Hey, Hey                         | Johnny Shines       | Johnny Shines Blues Band             | 2:21  |